# スーパーロボットマガジン
『スーパーロボットマガジン』は、双葉社から発行されていた漫画雑誌である。アクションピザッツ増刊号として隔月19日に発売されていた。

## 概要
同社の出していたゲーム系アンソロジーコミック『スーパーロボット大戦シリーズ』の流れを受けているが、スーパーロボット大戦のみではなくロボットアニメ全般に登場するロボットやロボット玩具、産業用ロボットといったロボット全般を取り扱った内容となっている。
2001年7月19日にVol.1が発売され、Vol.9から値上げをするも2003年9月19日発売のVol.14をもって休刊となった。Vol.14の奥付にある編集長のコメントには休刊理由が語られていないためその詳細は不明だが、連載陣の一人である長谷川裕一は後に「（雑誌がもたなかったというより）どちらかというと、『漫画アクション』（双葉社）が潰れるという噂があったんですけどね（笑）」、「あのまま続いていれば、〈ガンダム〉とは別にスーパーロボットとしてのジャンルに成長できたんじゃないかと思います。」とコメントしている。

## 掲載作品一覧

### 連載作品
| 作品名                                                                   | 作者                                          | 掲載号            |
| ------------------------------------------------------------------------ | --------------------------------------------- | ----------------- |
| ゲッターロボ アーク                                                      | 原作：永井豪 作画：石川賢・ダイナミックプロ   | Vol.1 〜 14       |
| スーパーロボット大戦α外伝コミック「鋼の救世主」                          | 富士原昌幸                                    | Vol.1 〜 5        |
| スーパーロボット大戦IMPACTコミック「衝撃騎士団」                         | 環望                                          | Vol.6 〜 11       |
| 第2次スーパーロボット大戦αコミック「ロストチルドレン」                   | 環望                                          | Vol.13 〜 14      |
| スーパーロボット大戦ORIGINAL GENERATIONコミック「Rの鼓動 Beat of the R」 | 服部健吾                                      | Vol.10 〜 12      |
| 超電磁大戦ビクトリーファイブ 第一部                                      | 長谷川裕一                                    | Vol.1 〜 6        |
| 超電磁大戦ビクトリーファイブ 第二部                                      | 長谷川裕一                                    | Vol.8 〜 13       |
| 超重神グラヴィオン                                                       | unimaru                                       | Vol.13 〜 14      |
| 超機人 龍虎王伝奇                                                        | 原作：寺田貴信 作画：富士原昌幸               | Vol.7 〜 14       |
| トランスフォーマー スターゲート戦役                                      | 津島直人                                      | Vol.11 〜 14      |
| マジンカイザー                                                           | 原作：永井豪・ダイナミック企画 作画：津島直人 | Vol.5 〜 10       |
| 完全ロボ組ゴールド8                                                      | 小林真文                                      | Vol.1 〜 8 Vol.14 |
| いい旅ロボ気分                                                           | はぬまあん                                    | Vol.1 〜 14       |

### 読み切り作品
| 作品名                                         | 作者       | 掲載号 |
| ---------------------------------------------- | ---------- | ------ |
| オメガジェンダー〜夜明けに天使が歌う唄〜       | 環望       | Vol.12 |
| 超電磁マシーンボルテスV 第41話「逆襲する貴族」 | 長谷川裕一 | Vol.13 |
| ミンキーモモ対ゴーショーグン                   | 渡辺和幸   | Vol.9  |

### アンソロジーシリーズ
| 作品名                                               | 作者                           | 掲載号                         |
| マジンガーシリーズアンソロジー                       | マジンガーシリーズアンソロジー | マジンガーシリーズアンソロジー |
| ---------------------------------------------------- | ------------------------------ | ------------------------------ |
| ロケット!ロケット!パンチパンチパンチ!!               | 坂井孝行                       | Vol.1                          |
| ザ・ラスト・スペースサンダー                         | 川石哲哉・ダイナミックプロ     | Vol.1                          |
| 鉄十字軍団VSマジンガールズ                           | 伊藤伸平                       | Vol.1                          |
| UFOロボ大戦争                                        | 藤井昌浩                       | Vol.1                          |
| ダイターン3アンソロジー                              |                                |                                |
| ヒーローは死なず                                     | 坂橋しゅうほう改めSYUFO        | Vol.2                          |
| レイカより愛をこめて                                 | 市川智茂                       | Vol.2                          |
| 次から次のバカ                                       | 坂井孝行                       | Vol.2                          |
| 冥府への逃亡者                                       | ZOL                            | Vol.2                          |
| 超電磁ロマンロボアンソロジー                         |                                |                                |
| 超電磁遊戯                                           | 秋恭摩                         | Vol.3                          |
| 地下迷宮の翼                                         | 環望                           | Vol.3                          |
| 未来への絆                                           | 津島直人                       | Vol.3                          |
| でか！貴族                                           | 藤井昌浩                       | Vol.3                          |
| 狭間の戦士                                           | 山下博行                       | Vol.3                          |
| スーパーロボット大戦Aアンソロジー                    |                                |                                |
| 裏切りのロンド                                       | 環望                           | Vol.4                          |
| 海賊魂-Spirits of Pirates-                           | 今木商事                       | Vol.4                          |
| 未確認ロボ接近中                                     | 蜂文太                         | Vol.4                          |
| 砂塵戦線                                             | ZOL                            | Vol.4                          |
| やり放題                                             | 神楽つな                       | Vol.4                          |
| STERILE Flowers                                      | 藤井昌浩                       | Vol.4                          |
| 70’sスパロボアンソロジー                             |                                |                                |
| 大空魔竜ガイキング「ワンorエイト」                   | 秋恭摩                         | Vol.5                          |
| 鋼鉄ジーグ「奪還者」                                 | 環望                           | Vol.5                          |
| 勇者ライディーン「決闘の行方」                       | 沢樹隆広                       | Vol.5                          |
| 80’sスパロボアンソロジー                             |                                |                                |
| 銀河旋風ブライガー「オーバードライブ・ザ・ドリーム」 | SYUFO                          | Vol.6                          |
| 超獣機神ダンクーガ「THE WAY WE ARE」                 | 市川智茂                       | Vol.6                          |
| 破邪大星ダンガイオー「友情のサイキックウェーブ」     | こしじまかずとも               | Vol.6                          |
| 勇者王ガオガイガーアンソロジー                       |                                |                                |
| 指の記憶                                             | 坂井孝行                       | Vol.7                          |
| 勇者の拳                                             | 八雲ひろし                     | Vol.7                          |
| 狙われた紫                                           | こしじまかずとも               | Vol.7                          |
| スーパーロボット大戦IMPACTアンソロジー               |                                |                                |
| いつも自分らしく                                     | こしじまかずとも               | Vol.8                          |
| 合体攻撃 激!撃!劇!                                   | たかみね駆                     | Vol.8                          |
| 勇者になる時                                         | OYSTER                         | Vol.8                          |